# Riksväg 21
Riksväg 21 går mellan Kristianstad och Helsingborg via Hässleholm och Åstorp och är ca 111 km lång.
Vägen förbinder nordöstra Skåne (Kristianstad/Hässleholm) med nordvästra Skåne (Helsingborg/Ängelholm).

## Standard
Mestadels landsväg 9-13 m bred. Förbi Hässleholm dock motortrafikled.
Från Helsingborg till Åstorp är det motorväg (avsnittet som delas med E4).
Förbi Åstorp är det motorväg (avsnittet som delas med E4) och motortrafikled.
Landsvägen går genom Perstorp och Tyringe, dock inte rakt genom centrum i någon av orterna.
Mellan Perstorp och Klippan finns det en tidigare militär  flygraka (byggdes 1980) som har blivit 2+2-väg. Uppställningsplatserna vid sidan av vägen för flygplan är dock inte tillgängliga längre eftersom dessa gjorts obrukbara. https://www.forsvarsmakten.se/siteassets/5-information-och-fakta/historia/vagbaserna/fortv-2007-1.pdf

## Planer
En bit in på 2000-talet har större delen av vägen byggts om till 2+1-väg, men enstaka sträckor har blivit 2+2-väg. Planer finns på att förlänga 2+2-vägen från Åstorp till Klippan.[källa behövs] Eventuellt blir även Hässleholm - Kristianstad 2+2-väg i ett senare skede.[källa behövs]
Vägen går fortfarande genom Tyringe, där planer har funnits[källa behövs] att förlägga vägen utanför tätorten.

## Historia
Vägen har hetat riksväg 21 sedan 1962. Innan dess hette den länsväg 62.
Vägen från östra Åstorp till korsningen med länsväg 108 väster om Perstorp är från tidiga 1980-talet. Vägen närmast E4:an är dock från 1970-talet. Sträckan Perstorp-Tyringe är från före 1946. Tyringe-Finja är från 1950-talet, medan förbifarten förbi Hässleholm är invigd 1995. Sträckan Hässleholm-Vinslöv är från 1950-talet, medan Vinslöv-Önnestad troligen följer en mycket gammal väg. Vägen Önnestad-Kristianstad är troligen från 1930- eller 1940-talet.

## Trafikplatser, korsningar och anslutningar
|                                             | Nr       | Namn                  | Skyltning                                |
| ------------------------------------------- | -------- | --------------------- | ---------------------------------------- |
|                                             |          | Trafikplats Härlöv    | Malmö, Kalmar, Ystad, Osby               |
| Landsväg Kristianstad - Ignaberga           |          |                       |                                          |
|                                             |          | Önnestad              | Önnestad, Skepparslöv                    |
|                                             |          | Önnestad              | Önnestad                                 |
|                                             |          | Vanneberga            | Vinslöv, Vanneberga                      |
|                                             |          | Vinslöv               | Vinslöv, Lommarp                         |
| Motortrafikled Ignaberga - Finja (100 km/h) |          |                       |                                          |
|                                             |          | Trafikplats Ignaberga | Hässleholm, Ignaberga, Malmö             |
|                                             |          | Trafikplats Läreda    | Växjö, Malmö, Ryd                        |
|                                             |          | Trafikplats Stoby     | Hässleholm, Stoby                        |
|                                             |          | Trafikplats Vankiva   | Hässleholm, Markaryd                     |
|                                             |          | Trafikplats Finja     | Hässleholm, Laholm                       |
| Landsväg Finja - Åstorp                     |          |                       |                                          |
|                                             |          | Perstorp              | Perstorp                                 |
|                                             |          | Perstorp              | Perstorp industriområde, Perstorp        |
|                                             |          | Perstorp              | Örkelljunga                              |
|                                             |          |                       | Skäralid, Lund                           |
|                                             |          | Klippan               | Klippan, Höör                            |
|                                             |          | Klippan               | Klippan, Krika                           |
|                                             |          | Klippan               | Ängelholm, Klippan                       |
|                                             |          | Trafikplats Grytevad  | Åstorp                                   |
|                                             | motorväg | Trafikplats Åstorp    | Helsingborg Stockholm; Höganäs; Göteborg |